# Bezmiâlem szultána
Bezmiâlem szultána (Kaukázus, 1807 – Dolmabahçe palota, Isztambul, 1853. november 6.) oszmán szultána, II. Mahmud oszmán szultán asszonya, és I. Abdul-Medzsid oszmán szultán édesanyja.

## Élete
1807-ben született a Kaukázusban, ami akkor az Oszmánok területe volt. 1822-ben kerüét a hárembe, ahol a már idősödő Mahmus ágyasa lett, ezzel elnyerve az ötödik asszony címet, majd egy évvel később megszülte az első herceget, aki életben is maradt. Ezzel a harmadik asszony helyre csúszott. 1839-ben, miután Mahmud meghalt a fia lett a szultán, ő pedig a válide szultána. Rávette, hogy pusztítsa el az apja boros pincéjét.
1853-ban halt meg.

## Rangok
- Ötödik asszony (1822–1823)
- Harmadik asszony (1823–1832)
- Második asszony (1832–1839)
- Válide szultána (1839–1853)